# 亀山信郎
亀山 信郎（かめやま のぶろう、1917年2月28日 - 2000年11月17日）は、日本の運輸官僚。

## 来歴・人物
静岡県出身。1941年に東京帝国大学法学部政治学科を卒業し、同年に逓信省に入省。1965年6月に運輸省海運局長に就任し、1967年3月から1968年6月までに海上保安庁長官を務めた。1974年に船舶整備公団理事長を経て、1984年12月から1985年12月までに運輸審議会会長を歴任した。
1987年11月に勲二等旭日重光章を受章した。
2000年11月17日、急性肺炎のために死去。83歳没。